# Бартоли, Адольфо
Адольфо Бартоли (итал. Adolfo Bartoli; 19 ноября 1833, Фивиццано, Тоскана — 16 мая 1894, Генуя) — итальянский писатель, лингвист, литературовед, педагог, профессор Флорентийского университета.

## Биография
В 1855 окончил изучение права в Сиенском университете, где получил степень в области юриспруденции.
В 1856—1859 г. состоял соредактором «Archivio storico italiano», в 1850 г. был назначен директором гимназии в Александрии, затем — директором морского училища в Ливорно.
Работал преподавателем романской литературы в нескольких итальянских школах, в том числе, в Пьяченце (1868), с 1869 г. — в Высшей школе в Венеции. С 1874 г. до своей смерти — профессор, занимал кафедру в Флорентийском университете. Среди его известных учеников — Р. Ренье.
В течение 20 лет работал профессором в Институте исторических исследований во Флоренции, создатель, так называемой, «флорентийской исторической школы». Видный исследователь творчество Данте Алигьери.
Кроме многочисленных статей в периодических изданиях, автор ряда книг по истории литературы Италии, в том числе, о предшественниках Боккаччо (1876), антология итальянской поэзии раннего периода (1882), предтечах эпохи Возрождения (1877) и монументальной широко задуманной «Истории итальянской литературы» (1878—1889).

## Избранные произведения
- «I primi due secoli della letteratura italiana» (Милан, 1870—79);
- «L’evoluzione del rinascimento» (Флоренция, 1878);
- «I precursori del Boccaccio» (Флоренция, 1878);
- «I manoscritti italiani della biblioteca nazionale di Firenze» (Флоренция, 1879)
- «Storia della letteratura italiana» (Флоренция, 1878).